# Barataria (Luisiana)
Barataria es un lugar designado por el censo ubicado en la parroquia de Jefferson en el estado estadounidense de Luisiana. En el censo de 2010 tenía una población de 1109 habitantes y una densidad poblacional de 89,19 personas por km².

## Geografía
Barataria se encuentra ubicado en las coordenadas 29°42′51″N 90°7′17″O / 29.71417, -90.12139. Según la Oficina del Censo de los Estados Unidos, Barataria tiene una superficie total de 12,43 km², de la cual 11,1 km² corresponden a tierra firme y (10,75%) 1,34 km² es agua.

## Historia
Una población con este nombre fue primeramente fundada en 1779 por Bernardo de Gálvez para asentar a un grupo de isleños canarios, pero fue abandonada poco después, siendo refundada en el lugar de la actual.
Su nombre se debe al de la isla que recibió Sancho Panza para que la gobernara.

## Demografía
Según el censo de 2010, había 1109 personas residiendo en Barataria. La densidad de población era de 89,19 hab./km². De los 1109 habitantes, Barataria estaba compuesto por el 90,17% blancos, el 6,4% eran afroamericanos, el 1,26% eran amerindios, el 0,09% eran asiáticos, el 0% eran isleños del Pacífico, el 0,18% eran de otras razas y el 2,25% pertenecían a dos o más razas. Del total de la población, el 2,16% eran hispanos o latinos de cualquier raza.